# Wilfriede Otto
Wilfriede Otto (* 20. September 1933 in Zwickau als Wilfriede Klaumünzer; † 2. Februar 2015 in Berlin) war eine deutsche Historikerin. Von 1964 bis 1990 arbeitete sie am Institut für Marxismus-Leninismus beim Zentralkomitee der SED.

## Leben
Otto studierte Geschichte an der Karl-Marx-Universität Leipzig, wo sie anschließend von 1957 bis 1964 als wissenschaftliche Assistentin tätig war. 1964 erfolgte ihre Promotion zum Dr. phil. zum Thema „Zur politischen Funktion des Geschichtsunterrichts an den westdeutschen Schulen in der Periode des Wiedererstehens des deutschen Imperialismus und der Remilitarisierung des Bonner Staates“. Anschließend arbeitete sie bis 1990 als wissenschaftliche Mitarbeiterin am Institut für Marxismus-Leninismus beim ZK der SED, dem späteren Institut für Geschichte der Arbeiterbewegung (IfGA). Von 1991 bis zu ihrem Tod 2015 war sie als freischaffende Historikerin tätig. Sie gehörte bis 2013 dem wissenschaftlichen Beratungsgremium der Stasi-Unterlagen-Behörde an und war Mitglied der 2007 gebildeten Rehabilitierungsgruppe der PDS, die Entscheidungen des Parteivorstandes zur Rehabilitierung von aus der SED ausgeschlossenen oder mit anderen Parteistrafen belegten SED-Mitgliedern politisch und wissenschaftlich vorbereiten sollte.
In ihren Schriften setzte sie sich mit der Geschichte der DDR auseinander. Zu einer ihrer bekanntesten Publikationen zählt eine Biografie über den Leiter des Ministeriums für Staatssicherheit, Erich Mielke, die 1999 in Buchform und ein Jahr später als CD mit ausgewählten Reden Mielkes erschien.
Zuletzt arbeitete sie an einer Biografie des ersten Ministers für Staatssicherheit der DDR, Wilhelm Zaisser, die sie nicht mehr vollenden konnte.

## Schriften

### Alleinige Autorin
- Zur politischen Funktion des Geschichtsunterrichts an den westdeutschen Schulen in der Periode des Wiedererstehens des deutschen Imperialismus und der Remilitarisierung des Bonner Staates. Dissertation, Leipzig 1964
- Die „Waldheimer Prozesse“ 1950. Karl Dietz Verlag, Berlin 1993
- Erich Mielke – Biographie: Aufstieg und Fall eines Tschekisten. Karl Dietz Verlag, Berlin 1999 (als Buch), Berlin 2000 (als CD), ISBN 3-320-01976-7.
- Spannungsfeld 13. August 1961. Helle Panke, Berlin 2001
- Die SED im Juni 1953: Interne Dokumente. Als Herausgeberin, Karl Dietz Verlag, Berlin 2003, ISBN 978-3-3200-2045-3
- Zwangsarbeit in Workuta: Deutsche Häftlinge über Stalinismus und Repression. Helle Panke, Berlin 2006

### Mitautorschaft
- 20 Jahre SED: Zeittafel wichtiger Beratungen u. Dokumente. Dietz Verlag, Berlin 1966
- Geschichte der SED (Abriß). Dietz Verlag, Berlin 1978 (Mitglied des Autorenkollektivs)
- Wilfriede Otto, Helmut Meier (Hrsg.): Zur Biographie von Erich Mielke: Legende und Wirklichkeit. Helle Panke, Berlin 1994
- Wilfriede Otto, Thomas Klein, Peter Grieder: Visionen. Repression und Opposition in der SED 1949–1989 (2 Teile). 2., überarbeitete Auflage. Frankfurter Oder Editionen, Frankfurt (Oder) 1997, ISBN 3-930842-05-X

## Quelle
- Günter Benser, Stefan Bollinger, Wladislaw Hedeler, Thomas Klein (Bürgerrechtler), Helmut Müller-Enbergs, Petra Pau, Jörn Schütrumpf: Die DDR zweimal gelebt: Kolloquium in memoriam Wilfriede Otto (1933–2015), Berlin 2015. Online hörbar: Audiowiedergabe einer Veranstaltung des „Helle Panke“ e.V. – Rosa-Luxemburg-Stiftung Berlin, Dienstag, 15. September 2015.